# San Martín CP3
San Martín CP3 es un pueblo peruano ubicado en el distrito de Tambogrande, perteneciente a la provincia y departamento de Piura, al norte del Perú. 

## Ubicación
San Martín CP3 se ubica al norte de la provincia de Piura, en el distrito de Tambogrande, en el departamento de Piura.

## Demografía
En 2017 San Martín CP3 tenía una población de 1874 habitantes.
| Gráfica de evolución demográfica de San Martín CP3 entre 1993 y 2017 |
|                                                                      |
| Fuentes: Población 1993 y 2017                                       |